# Calle Kristiansson
Nils Calle Peter Kristiansson, född den 5 juli 1988 i Kristianstad i dåvarande Kristianstads län, är en svensk sångare och gitarrist som kom på andra plats i Idol 2009 efter segraren Erik Grönwall. Den 23 december 2009 släppte Kristiansson sitt debutalbum som innehåller 11 låtar som han uppträdde med i programmet Idol. Under 2010–2012 turnerade Calle Kristiansson flitigt i Sverige tillsammans med sitt band Calle & The Undervalleys. 2011 släppte bandet albumet Valley Rally.
I juni 2013 släppte Calle Kristiansson sitt egentliga debutalbum sedan idol, albumet Once in Kristianopel innehåller huvudsakligen egenskrivet material och tar Calle Kristiansson tillbaka till sina singer/songwriter-rötter.

## Diskografi
- 2009: Det bästa från Idol 2009 (två låtar på albumet)[1]
- 2009: Calle Kristiansson
- 2009: Shades of Blue
- 2010: Stars
- 2011: Lonely mothers holy land
- 2011: Valley Rally
- 2011: Target
- 2011: Echoes
- 2012: Fairytale of New York
- 2013: Where life begun
- 2013: Once in Kristianopel
- 2021: Oh Mohammed
- 2021: Eureka 1
- 2021: Eureka 2
- 2022: Eureka 3
- 2025: Eureka 4